# استان وین فوک
استان وین فوک (به لاتین: Vĩnh Phúc Province) یک استان در ویتنام است که در منطقه دلتا رود قرمز واقع شده‌است.

## خصوصیات
استان وین فوک ۱٬۳۷۱٫۴ کیلومترمربع مساحت و ۱٬۱۵۴٬۸۰۰ نفر جمعیت دارد.